# Badjas
Een badjas  is een jas gemaakt van badstof, katoen of fleece om zich snel provisorisch te kleden, bijvoorbeeld voor en na het nemen van een bad, voor en na het slapen en als men tussendoor uit bed gaat.

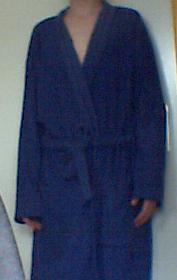
Badjas

Meestal wordt een badjas gedragen over een pyjama, over zwemkleding of over het blote lichaam.
Ook de term ochtendjas wordt wel gebruikt, refererend aan de mogelijkheid de jas 's morgens voor het definitieve aankleden wat langere tijd aan te hebben, bijvoorbeeld tijdens het ontbijt. Andere namen zijn kamerjas en duster. Een peignoir of deshabillé is vaak gemaakt van dunnere stof. Het woord 'kimono' wordt hiervoor ook wel gebruikt, maar eigenlijk duidt dit op de traditionele Japanse kledij.
Een badjas kan gebruikt worden door acteurs. Als ze tijdens de voorstelling naakt zijn, kunnen ze bij het slotapplaus een badjas dragen. In het kinderprogramma Gewoon bloot kwamen de acteurs in een badjas op het toneel. Na de kennismaking gingen de badjassen uit.
Zie ook Onesie.